# Ullscarf
Ullscarf är ett berg i Storbritannien.   Det ligger i grevskapet Cumbria och riksdelen England, i den centrala delen av landet, 400 km nordväst om huvudstaden London. Toppen på Ullscarf är 726 meter över havet, eller 126 meter över den omgivande terrängen. Bredden vid basen är 2,2 km. Ullscarf ingår i Cumbrian Mountains.
Terrängen runt Ullscarf är huvudsakligen kuperad.Runt Ullscarf är det ganska tätbefolkat, med 60 invånare per kvadratkilometer. Närmaste större samhälle är Keswick, 11,3 km norr om Ullscarf. Trakten runt Ullscarf består i huvudsak av gräsmarker.